# 索爾丹姆M66迫擊炮
索爾丹姆M66（英語：Soltam M-66，希伯來語：‎）是一門由以色列武器製造商索爾丹姆系統公司所研製和生產的160毫米迫击炮。

## 設計
為了回應以色列國防軍並無裝備現代火砲的缺失，索爾丹姆以較早期的、芬蘭萬摩斯所設計的M58 160毫米口徑迫擊砲為藍本研發出M66。M66只裝備了國防軍的一個營，而該營在西奈半島前線當中對抗埃及軍隊。它可以發射重達38公斤（83.78磅）的高爆彈，最大射程為9,600公尺，需要6—8名班組人員進行操作。
M66有兩種型號：
- 牽引型－M66可藉由輪式炮架連接到裝甲車輛的後端，從而運送火炮。
- 自行火砲—M66還可安裝在M4「雪曼」中型坦克的底盤以上，從而衍生出麥克馬特160毫米迫擊炮車（日语：マクマト_160mm自走迫撃砲）（Makmat 160mm）。Makmat為希伯來語當中Margema Kveda Mitnayaat，即自行式重型迫擊炮的縮寫。

附帶一提，裝設在M3半履帶車以上的索爾丹姆M65 120毫米迫擊砲的自行式迫擊炮亦被稱為麥克馬特。

## 使用國

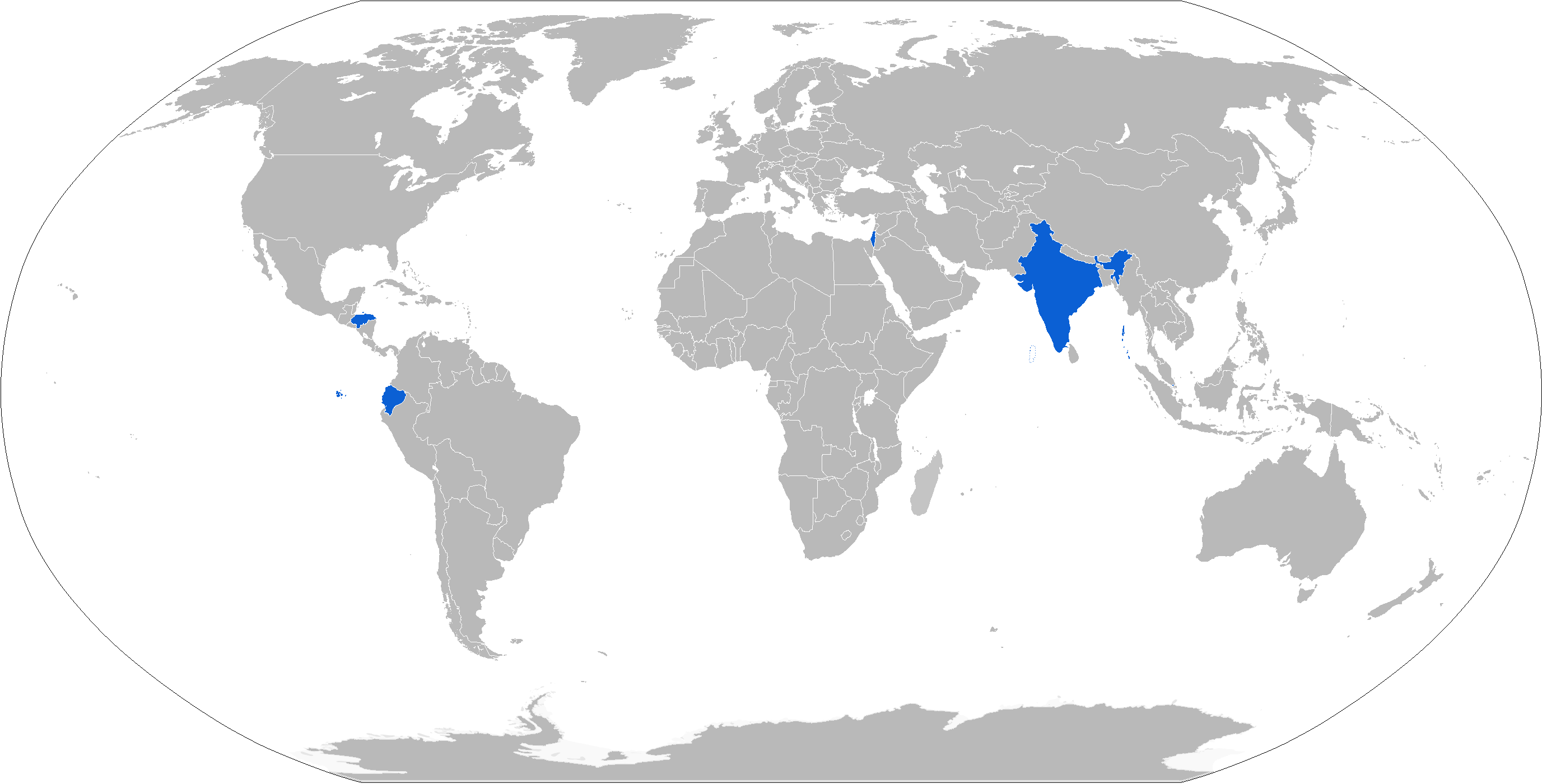
藍色為M66迫擊炮的使用國。

### 當前的使用國
- ：厄瓜多爾陸軍（英语：Ecuadorian Army）[1]
- ：洪都拉斯陸軍[1]
- 印度：印度陸軍[1]
- 以色列：以色列國防軍（主要用戶）
- 南非
- 新加坡

### 過去的使用國
- 黎巴嫩基督教民兵（英语：Lebanese Forces (militia)）
- 南黎巴嫩军

## 圖集

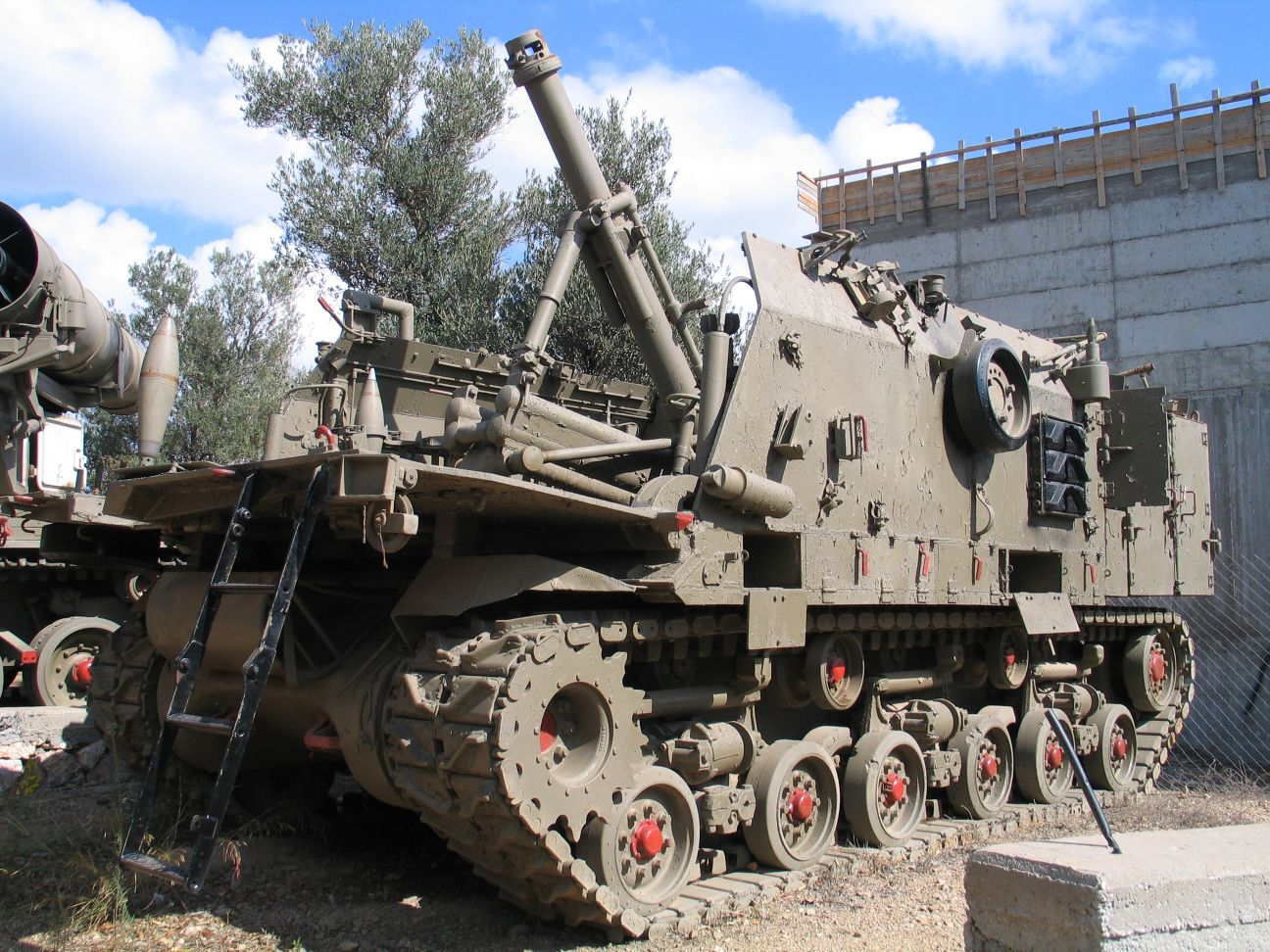
麥克馬特160毫米迫擊炮車
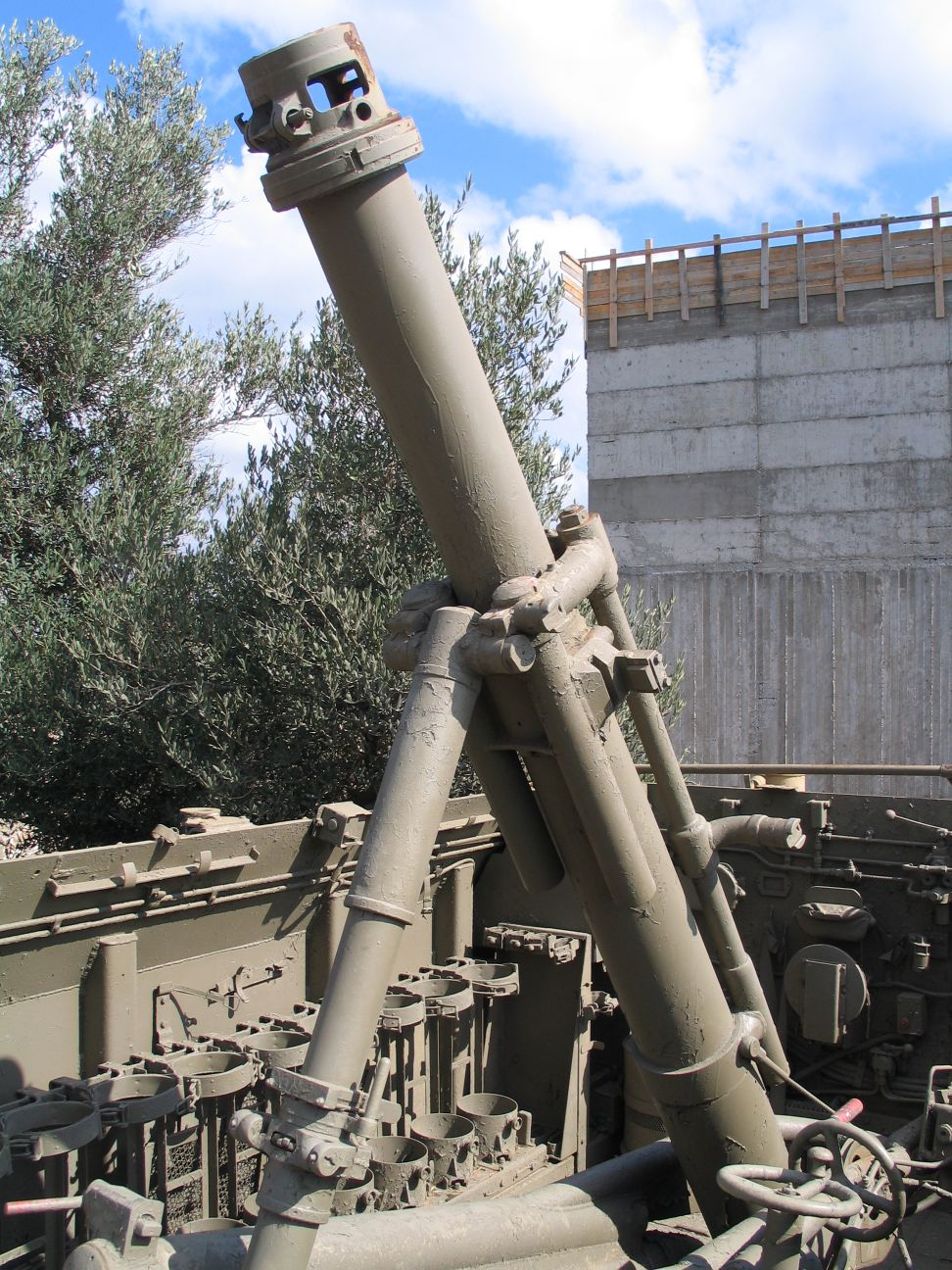
麥克馬特迫擊炮車所載的迫擊炮
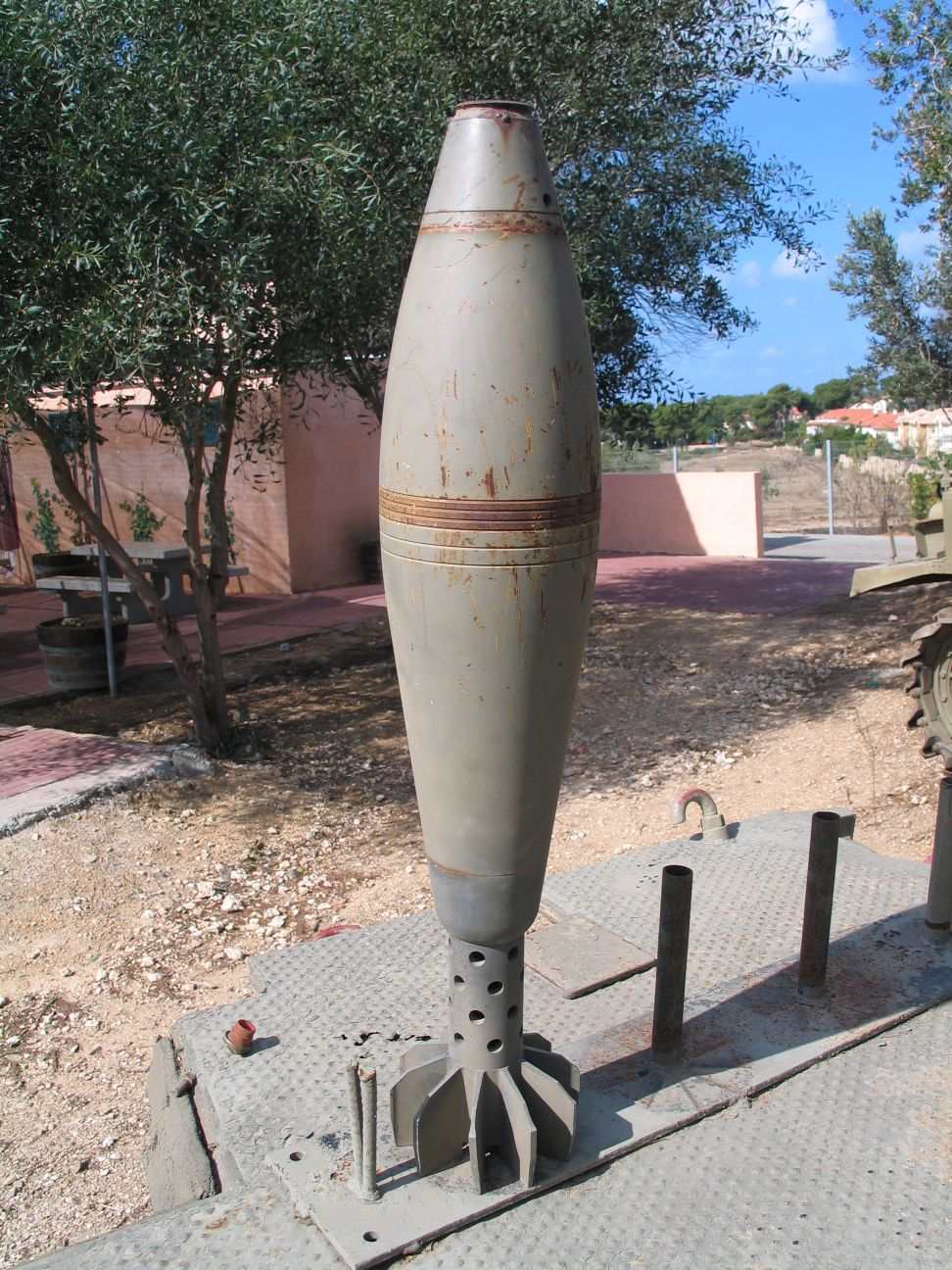
索爾丹姆M66的炮彈

## 資料來源
1. 1 2 3  . Stockholm International Peace Research Institute. 2014-04-03  [3 April 2014]. （原始内容存档于2011-05-13）.

## 外部連結
- （英文）—Sherman in israeli service （页面存档备份，存于）
- （英文）—Israeli-weapons.com
- （英文）—Singapore Artillery Pieces （页面存档备份，存于）
- （英文）—Weapons of the Arab-Israeli Wars